# Guaynabo (plaats)
Guaynabo is een plaats (zona urbana) in het Amerikaanse unincorporated territory Puerto Rico, en valt bestuurlijk gezien onder gemeente Guaynabo.

## Demografie
Bij de volkstelling in 2000 werd het aantal inwoners vastgesteld op 78.806.

## Geografie
Volgens het United States Census Bureau beslaat de plaats een oppervlakte van
31,5 km², waarvan 31,1 km² land en 0,4 km² water.

## Plaatsen in de nabije omgeving
De onderstaande figuur toont nabijgelegen plaatsen in een straal van 32 km rond Guaynabo.